# BAFTA-díj a legjobb rendezőnek
A legjobb rendezőnek járó BAFTA-díjat a 22. BAFTA-gála (1969) óta ítéli oda a Brit film- és televíziós akadémia. 1986-ban nem adtak át díjat.
A legtöbb, tíz jelölést Martin Scorsese szerezte. John Schlesinger, Roman Polański, Woody Allen, Alan Parker, Louis Malle, Joel Coen, Peter Weir, Ang Lee és Alfonso Cuarón holtversenyben két-két díjat tudhat magáénak.

## Győztesek és jelöltek
Győztes filmrendező
(MEGJEGYZÉS: Az Év oszlop az értékelésül szolgáló filmes évre utal, az alatta feltüntetett gálát mindig a következő évben rendezték meg.)

### 1960-as évek
| Év                   | Rendező                   | Rendező               | Magyar cím        | Eredeti cím  |
| 1968 (22. gála)      |                           |                       |                   |              |
| -------------------- | ------------------------- | --------------------- | ----------------- | ------------ |
| 1968 (22. gála)      |                           | Mike Nichols          | Diploma előtt     | The Graduate |
| 1968 (22. gála)      | Lindsay Anderson          | Ha...                 | if....            |              |
| 1968 (22. gála)      | Carol Reed                | Olivér                | Oliver!           |              |
| 1968 (22. gála)      | Franco Zeffirelli         | Rómeó és Júlia        | Romeo e Giulietta |              |
| 1969 (23. gála)      |                           |                       |                   |              |
|                      | John Schlesinger          | Éjféli cowboy         | Midnight Cowboy   |              |
| Richard Attenborough | Váltson jegyet a háborúba | Oh! What a Lovely War |                   |              |
| Ken Russell          | Szerelmes asszonyok       | Women in Love         |                   |              |
| Peter Yates          | San Franciscó-i zsaru     | Bullitt               |                   |              |

### 1970-es évek
| Év                   | Rendező                         | Rendező                             | Magyar cím                         | Eredeti cím                        |
| 1970 (24. gála)      |                                 |                                     |                                    |                                    |
| -------------------- | ------------------------------- | ----------------------------------- | ---------------------------------- | ---------------------------------- |
| 1970 (24. gála)      |                                 | George Roy Hill                     | Butch Cassidy és a Sundance kölyök | Butch Cassidy and the Sundance Kid |
| 1970 (24. gála)      | Robert Altman                   | MASH                                | M*A*S*H                            |                                    |
| 1970 (24. gála)      | David Lean                      | Ryan lánya                          | Ryan's Daughter                    |                                    |
| 1970 (24. gála)      | Ken Loach                       | Kes                                 | Kes                                |                                    |
| 1971 (25. gála)      |                                 |                                     |                                    |                                    |
|                      | John Schlesinger                | Átkozott vasárnap                   | Sunday Bloody Sunday               |                                    |
| Miloš Forman         | Elszakadás                      | Taking Off                          |                                    |                                    |
| Joseph Losey         | A közvetítő                     | The Go-Between                      |                                    |                                    |
| Luchino Visconti     | Halál Velencében                | Death in Venice                     |                                    |                                    |
| 1972 (26. gála)      |                                 |                                     |                                    |                                    |
|                      | Bob Fosse                       | Kabaré                              | Cabaret                            |                                    |
| Peter Bogdanovich    | Az utolsó mozielőadás           | The Last Picture Show               |                                    |                                    |
| William Friedkin     | Francia kapcsolat               | The French Connection               |                                    |                                    |
| Stanley Kubrick      | Mechanikus narancs              | A Clockwork Orange                  |                                    |                                    |
| 1973 (27. gála)      |                                 |                                     |                                    |                                    |
|                      | François Truffaut               | Amerikai éjszaka                    | Day for Night                      |                                    |
| Luis Buñuel          | A burzsoázia diszkrét bája      | Le Charme discret de la bourgeoisie |                                    |                                    |
| Nicolas Roeg         | Ne nézz vissza!                 | Don't Look Now                      |                                    |                                    |
| Fred Zinnemann       | A Sakál napja                   | The Day of the Jackal               |                                    |                                    |
| 1974 (28. gála)      |                                 |                                     |                                    |                                    |
|                      | Roman Polański                  | Kínai negyed                        | Chinatown]                         |                                    |
| Francis Ford Coppola | Magánbeszélgetés                | The Conversation                    |                                    |                                    |
| Sidney Lumet         | Gyilkosság az Orient expresszen | Murder on the Orient Express        |                                    |                                    |
| Sidney Lumet         | Serpico                         | Serpico                             |                                    |                                    |
| Louis Malle          | Lacombe Lucien                  | Lacombe Lucien                      |                                    |                                    |
| 1975 (29. gála)      |                                 |                                     |                                    |                                    |
|                      | Stanley Kubrick                 | Barry Lyndon                        | Barry Lyndon                       |                                    |
| Sidney Lumet         | Kánikulai délután               | Dog Day Afternoon                   |                                    |                                    |
| Martin Scorsese      | Alice már nem lakik itt         | Alice Doesn't Live Here Anymore     |                                    |                                    |
| Steven Spielberg     | A cápa                          | Jaws                                |                                    |                                    |
| 1976 (30. gála)      |                                 |                                     |                                    |                                    |
|                      | Miloš Forman                    | Száll a kakukk fészkére             | One Flew Over the Cuckoo's Nest    |                                    |
| Alan J. Pakula       | Az elnök emberei                | All the President's Men             |                                    |                                    |
| Alan Parker          | Bugsy Malone                    | Bugsy Malone                        |                                    |                                    |
| Martin Scorsese      | Taxisofőr                       | Taxi Driver                         |                                    |                                    |
| 1977 (31. gála)      |                                 |                                     |                                    |                                    |
|                      | Woody Allen                     | Annie Hall                          | Annie Hall                         |                                    |
| Richard Attenborough | A híd túl messze van            | A Bridge Too Far                    |                                    |                                    |
| John G. Avildsen     | Rocky                           | Rocky                               |                                    |                                    |
| Sidney Lumet         | Hálózat                         | Network                             |                                    |                                    |
| 1978 (32. gála)      |                                 |                                     |                                    |                                    |
|                      | Alan Parker                     | Éjféli expressz                     | Midnight Express                   |                                    |
| Robert Altman        | Esküvő                          | A Wedding                           |                                    |                                    |
| Steven Spielberg     | Harmadik típusú találkozások    | Close Encounters of the Third Kind  |                                    |                                    |
| Fred Zinnemann       | Júlia                           | Julia                               |                                    |                                    |
| 1979 (33. gála)      |                                 |                                     |                                    |                                    |
|                      | Francis Ford Coppola            | Apokalipszis most                   | Apocalypse Now                     |                                    |
| Woody Allen          | Manhattan                       | Manhattan                           |                                    |                                    |
| Michael Cimino       | A szarvasvadász                 | The Deer Hunter                     |                                    |                                    |
| John Schlesinger     | Jenkik                          | Yanks                               |                                    |                                    |

### 1980-as évek
| Év                   | Rendező                     | Rendező                       | Magyar cím             | Eredeti cím            |                        |
| 1980 (34. gála)      |                             |                               |                        |                        |                        |
| -------------------- | --------------------------- | ----------------------------- | ---------------------- | ---------------------- | ---------------------- |
| 1980 (34. gála)      |                             | Kuroszava Akira               | Az árnyéklovas         | Kagemusha              |                        |
| 1980 (34. gála)      | Robert Benton               | Kramer kontra Kramer          | Kramer vs. Kramer      |                        |                        |
| 1980 (34. gála)      | David Lynch                 | Az elefántember               | The Elephant Man       |                        |                        |
| 1980 (34. gála)      | Alan Parker                 | Hírnév                        | Fame                   |                        |                        |
| 1981 (35. gála)      |                             |                               |                        |                        |                        |
|                      | Louis Malle                 | Atlantic City                 | Atlantic City          |                        |                        |
| Bill Forsyth         | Gregory barátnője           | Gregory's Girl                |                        |                        |                        |
| Hugh Hudson          | Tűzszekerek                 | Chariots of Fire              |                        |                        |                        |
| Karel Reisz          | A francia hadnagy szeretője | The French Lieutenant's Woman |                        |                        |                        |
| 1982 (36. gála)      |                             |                               |                        |                        |                        |
|                      | Richard Attenborough        | Gandhi                        | Gandhi                 |                        |                        |
| Costa-Gavras         | Eltűntnek nyilvánítva       | Missing                       |                        |                        |                        |
| Mark Rydell          | Az aranytó                  | On Golden Pond                |                        |                        |                        |
| Steven Spielberg     | E. T., a földönkívüli       | E.T. the Extra-Terrestrial    |                        |                        |                        |
| 1983 (37. gála)      |                             |                               |                        |                        |                        |
|                      | Bill Forsyth                | Porunk hőse                   | Local Hero             |                        |                        |
| James Ivory          | Hőség és homok              | Heat and Dust                 |                        |                        |                        |
| Sydney Pollack       | Aranyoskám                  | Tootsie                       |                        |                        |                        |
| Martin Scorsese      | A komédia királya           | The King of Comedy            |                        |                        |                        |
| 1984 (38. gála)      |                             |                               |                        |                        |                        |
|                      | Wim Wenders                 | Párizs, Texas                 | Paris, Texas           |                        |                        |
| Roland Joffé         | Gyilkos mezők               | The Killing Fields            |                        |                        |                        |
| Sergio Leone         | Volt egyszer egy Amerika    | Once Upon a Time in America   |                        |                        |                        |
| Peter Yates          | Az öltöztető                | The Dresser                   |                        |                        |                        |
| 1985 (39. gála)      | Nem osztottak ki díjat      | Nem osztottak ki díjat        | Nem osztottak ki díjat | Nem osztottak ki díjat | Nem osztottak ki díjat |
| 1986 (40. gála)      |                             |                               |                        |                        |                        |
|                      | Woody Allen                 | Hannah és nővérei             | Hannah and Her Sisters |                        |                        |
| James Ivory          | Szoba kilátással            | A Room with a View            |                        |                        |                        |
| Roland Joffé         | A misszió                   | The Mission                   |                        |                        |                        |
| Neil Jordan          | Mona Lisa                   | Mona Lisa                     |                        |                        |                        |
| 1987 (41. gála)      |                             |                               |                        |                        |                        |
|                      | Oliver Stone                | A szakasz                     | Platoon                |                        |                        |
| Richard Attenborough | Kiálts szabadságot!         | Cry Freedom                   |                        |                        |                        |
| Claude Berri         | A Paradicsom…               | Jean de Florette              |                        |                        |                        |
| John Boorman         | Remény és dicsőség          | Hope and Glory                |                        |                        |                        |
| 1988 (42. gála)      |                             |                               |                        |                        |                        |
|                      | Louis Malle                 | Viszontlátásra, gyerekek!     | Au revoir les enfants  |                        |                        |
| Gabriel Axel         | Babette lakomája            | Babettes Gæstebud             |                        |                        |                        |
| Bernardo Bertolucci  | Az utolsó császár           | The Last Emperor              |                        |                        |                        |
| Charles Crichton     | A hal neve: Wanda           | A Fish Called Wanda           |                        |                        |                        |
| 1989 (43. gála)      |                             |                               |                        |                        |                        |
|                      | Kenneth Branagh             | V. Henrik                     | Henry V                |                        |                        |
| Stephen Frears       | Veszedelmes viszonyok       | Dangerous Liaisons            |                        |                        |                        |
| Alan Parker          | Lángoló Mississippi         | Mississippi Burning           |                        |                        |                        |
| Peter Weir           | Holt költők társasága       | Dead Poets Society            |                        |                        |                        |

### 1990-es évek
| Év                   | Rendező                   | Rendező                    | Magyar cím                  | Eredeti cím |
| 1990 (44. gála)      |                           |                            |                             |             |
| -------------------- | ------------------------- | -------------------------- | --------------------------- | ----------- |
| 1990 (44. gála)      |                           | Martin Scorsese            | Nagymenők                   | Goodfellas  |
| 1990 (44. gála)      | Woody Allen               | Bűnök és vétkek            | Crimes and Misdemeanors     |             |
| 1990 (44. gála)      | Bruce Beresford           | Miss Daisy sofőrje         | Driving Miss Daisy          |             |
| 1990 (44. gála)      | Giuseppe Tornatore        | Cinema Paradiso            | Nuovo cinema Paradiso       |             |
| 1991 (45. gála)      |                           |                            |                             |             |
|                      | Alan Parker               |                            | The Commitments             |             |
| Kevin Costner        | Farkasokkal táncoló       | Dances with Wolves         |                             |             |
| Jonathan Demme       | A bárányok hallgatnak     | The Silence of the Lambs   |                             |             |
| Ridley Scott         | Thelma és Louise          | Thelma & Louise            |                             |             |
| 1992 (46. gála)      |                           |                            |                             |             |
|                      | Robert Altman             | A játékos                  | The Player                  |             |
| Clint Eastwood       | Nincs bocsánat            | Unforgiven                 |                             |             |
| James Ivory          | Szellem a házban          | Howards End                |                             |             |
| Neil Jordan          | Síró játék                | The Crying Game            |                             |             |
| 1993 (47. gála)      |                           |                            |                             |             |
|                      | Steven Spielberg          | Schindler listája          | Schindler's List            |             |
| Richard Attenborough | Árnyékország              | Shadowlands                |                             |             |
| Jane Campion         | Zongoralecke              | The Piano                  |                             |             |
| James Ivory          | Napok romjai              | The Remains of the Day     |                             |             |
| 1994 (48. gála)      |                           |                            |                             |             |
|                      | Mike Newell               | Négy esküvő és egy temetés | Four Weddings and a Funeral |             |
| Krzysztof Kieślowski | Három szín: piros         | Trois couleurs: Rouge      |                             |             |
| Quentin Tarantino    | Ponyvaregény              | Pulp Fiction               |                             |             |
| Robert Zemeckis      | Forrest Gump              | Forrest Gump               |                             |             |
| 1995 (49. gála)      |                           |                            |                             |             |
|                      | Michael Radford           | Neruda postása             | Il postino                  |             |
| Mel Gibson           | A rettenthetetlen         | Braveheart                 |                             |             |
| Nicholas Hytner      | György király             | The Madness of King George |                             |             |
| Ang Lee              | Értelem és érzelem        | Sense and Sensibility      |                             |             |
| 1996 (50. gála)      |                           |                            |                             |             |
|                      | Joel Coen                 | Fargo                      | Fargo                       |             |
| Scott Hicks          | Ragyogj!                  | Shine                      |                             |             |
| Mike Leigh           | Titkok és hazugságok      | Secrets & Lies             |                             |             |
| Anthony Minghella    | Az angol beteg            | The English Patient        |                             |             |
| 1997 (51. gála)      |                           |                            |                             |             |
|                      | Baz Luhrmann              | Rómeó + Júlia              | Romeo + Juliet              |             |
| James Cameron        | Titanic                   | Titanic                    |                             |             |
| Peter Cattaneo       | Alul semmi                | The Full Monty             |                             |             |
| Curtis Hanson        | Szigorúan bizalmas        | L.A. Confidential          |                             |             |
| 1998 (52. gála)      |                           |                            |                             |             |
|                      | Peter Weir                | Truman Show                | The Truman Show             |             |
| Shekhar Kapur        | Elizabeth                 | Elizabeth                  |                             |             |
| John Madden          | Szerelmes Shakespeare     | Shakespeare in Love        |                             |             |
| Steven Spielberg     | Ryan közlegény megmentése | Saving Private Ryan        |                             |             |
| 1999 (53. gála)      |                           |                            |                             |             |
|                      | Pedro Almodóvar           | Mindent anyámról           | Todo sobre mi madre         |             |
| Neil Jordan          | Egy kapcsolat vége        | The End of the Affair      |                             |             |
| Sam Mendes           | Amerikai szépség          | American Beauty            |                             |             |
| Anthony Minghella    | A tehetséges Mr. Ripley   | The Talented Mr. Ripley    |                             |             |
| M. Night Shyamalan   | Hatodik érzék             | The Sixth Sense            |                             |             |

### 2000-es évek
| Év                               | Rendező                            | Rendező                                       | Magyar cím                                        | Eredeti cím     |
| 2000 (54. gála)                  |                                    |                                               |                                                   |                 |
| -------------------------------- | ---------------------------------- | --------------------------------------------- | ------------------------------------------------- | --------------- |
| 2000 (54. gála)                  |                                    | Ang Lee                                       | Tigris és sárkány                                 | Vo hu cang lung |
| 2000 (54. gála)                  | Stephen Daldry                     | Billy Elliot                                  | Billy Elliot                                      |                 |
| 2000 (54. gála)                  | Ridley Scott                       | Gladiátor                                     | Gladiator                                         |                 |
| 2000 (54. gála)                  | Steven Soderbergh                  | Traffic                                       | Traffic                                           |                 |
| 2000 (54. gála)                  | Steven Soderbergh                  | Erin Brockovich – Zűrös természet             | Erin Brockovich                                   |                 |
| 2001 (55. gála)                  |                                    |                                               |                                                   |                 |
|                                  | Peter Jackson                      | A Gyűrűk Ura: A Gyűrű Szövetsége              | The Lord of the Rings: The Fellowship of the Ring |                 |
| Robert Altman                    | Gosford Park                       | Gosford Park                                  |                                                   |                 |
| Ron Howard                       | Egy csodálatos elme                | A Beautiful Mind                              |                                                   |                 |
| Jean-Pierre Jeunet               | Amélie csodálatos élete            | Le Fabuleux destin d'Amélie Poulain           |                                                   |                 |
| Baz Luhrmann                     | Moulin Rouge!                      | Moulin Rouge!                                 |                                                   |                 |
| 2002 (56. gála)                  |                                    |                                               |                                                   |                 |
|                                  | Roman Polański                     | A zongorista                                  | The Pianist                                       |                 |
| Stephen Daldry                   | Az órák                            | The Hours                                     |                                                   |                 |
| Peter Jackson                    | A Gyűrűk Ura: A két torony         | The Lord of the Rings: The Two Towers         |                                                   |                 |
| Rob Marshall                     | Chicago                            | Chicago                                       |                                                   |                 |
| Martin Scorsese                  | New York bandái                    | Gangs of New York                             |                                                   |                 |
| 2003 (57. gála)                  |                                    |                                               |                                                   |                 |
|                                  | Peter Weir                         | Kapitány és katona: A világ túlsó oldalán     | Master and Commander: The Far Side of the World   |                 |
| Tim Burton                       | Nagy Hal                           | Big Fish                                      |                                                   |                 |
| Sofia Coppola                    | Elveszett jelentés                 | Lost in Translation                           |                                                   |                 |
| Peter Jackson                    | A Gyűrűk Ura: A király visszatér   | The Lord of the Rings: The Return of the King |                                                   |                 |
| Anthony Minghella                | Hideghegy                          | Cold Mountain                                 |                                                   |                 |
| 2004 (58. gála)                  |                                    |                                               |                                                   |                 |
|                                  | Mike Leigh                         | Vera Drake                                    | Vera Drake                                        |                 |
| Marc Forster                     | Én, Pán Péter                      | Finding Neverland                             |                                                   |                 |
| Michel Gondry                    | Egy makulátlan elme örök ragyogása | Eternal Sunshine of the Spotless Mind         |                                                   |                 |
| Michael Mann                     | Collateral – A halál záloga        | Collateral                                    |                                                   |                 |
| Martin Scorsese                  | Aviátor                            | The Aviator                                   |                                                   |                 |
| 2005 (59. gála)                  |                                    |                                               |                                                   |                 |
|                                  | Ang Lee                            | Brokeback Mountain – Túl a barátságon         | Brokeback Mountain                                |                 |
| George Clooney                   | Jó estét, jó szerencsét!           | Good Night, and Good Luck.                    |                                                   |                 |
| Paul Haggis                      | Ütközések                          | Crash                                         |                                                   |                 |
| Fernando Meirelles               | Az elszánt diplomata               | The Constant Gardener                         |                                                   |                 |
| Bennett Miller                   | Capote                             | Capote                                        |                                                   |                 |
| 2006 (60. gála)                  |                                    |                                               |                                                   |                 |
|                                  | Paul Greengrass                    | A United 93-as                                | United 93                                         |                 |
| Jonathan Dayton és Valerie Faris | A család kicsi kincse              | Little Miss Sunshine                          |                                                   |                 |
| Stephen Frears                   | A királynő                         | The Queen                                     |                                                   |                 |
| Alejandro González Iñárritu      | Bábel                              | Babel                                         |                                                   |                 |
| Martin Scorsese                  | A tégla                            | The Departed                                  |                                                   |                 |
| 2007 (61. gála)                  |                                    |                                               |                                                   |                 |
|                                  | Joel Coen és Ethan Coen            | Nem vénnek való vidék                         | No Country for Old Men                            |                 |
| Paul Thomas Anderson             | Vérző olaj                         | There Will Be Blood                           |                                                   |                 |
| Paul Greengrass                  | A Bourne-ultimátum                 | The Bourne Ultimatum                          |                                                   |                 |
| Florian Henckel von Donnersmarck | A mások élete                      | Das Leben der Anderen                         |                                                   |                 |
| Joe Wright                       | Vágy és vezeklés                   | Atonement                                     |                                                   |                 |
| 2008 (62. gála)                  |                                    |                                               |                                                   |                 |
|                                  | Danny Boyle                        | Gettómilliomos                                | Slumdog Millionaire                               |                 |
| Stephen Daldry                   | A felolvasó                        | The Reader                                    |                                                   |                 |
| Clint Eastwood                   | Elcserélt életek                   | Changeling                                    |                                                   |                 |
| David Fincher                    | Benjamin Button különös élete      | The Curious Case of Benjamin Button           |                                                   |                 |
| Ron Howard                       | Frost/Nixon                        | Frost/Nixon                                   |                                                   |                 |
| 2009 (63. gála)                  |                                    |                                               |                                                   |                 |
|                                  | Kathryn Bigelow                    | A bombák földjén                              | The Hurt Locker                                   |                 |
| Neill Blomkamp                   | District 9                         | District 9                                    |                                                   |                 |
| James Cameron                    | Avatar                             | Avatar                                        |                                                   |                 |
| Lone Scherfig                    | Egy lányról                        | An Education                                  |                                                   |                 |
| Quentin Tarantino                | Becstelen brigantyk                | Inglourious Basterds                          |                                                   |                 |

### 2010-es évek
| Év                    | Rendező                               | Rendező                                   | Magyar cím                        | Eredeti cím        |
| 2010 (64. gála)       |                                       |                                           |                                   |                    |
| --------------------- | ------------------------------------- | ----------------------------------------- | --------------------------------- | ------------------ |
| 2010 (64. gála)       |                                       | David Fincher                             | Social Network – A közösségi háló | The Social Network |
| 2010 (64. gála)       | Darren Aronofsky                      | Fekete hattyú                             | Black Swan                        |                    |
| 2010 (64. gála)       | Danny Boyle                           | 127 óra                                   | 127 Hours                         |                    |
| 2010 (64. gála)       | Tom Hooper                            | A király beszéde                          | The King's Speech                 |                    |
| 2010 (64. gála)       | Christopher Nolan                     | Eredet                                    | Inception                         |                    |
| 2011 (65. gála)       |                                       |                                           |                                   |                    |
|                       | Michel Hazanavicius                   | The Artist – A némafilmes                 | The Artist                        |                    |
| Tomas Alfredson       | Suszter, szabó, baka, kém             | Tinker Tailor Soldier Spy                 |                                   |                    |
| Lynne Ramsay          | Beszélnünk kell Kevinről              | We Need to Talk About Kevin               |                                   |                    |
| Nicolas Winding Refn  | Drive – Gázt!                         | Drive                                     |                                   |                    |
| Martin Scorsese       | A leleményes Hugo                     | Hugo                                      |                                   |                    |
| 2012 (66. gála)       |                                       |                                           |                                   |                    |
|                       | Ben Affleck                           | Az Argo-akció                             | Argo                              |                    |
| Kathryn Bigelow       | Zero Dark Thirty – A Bin Láden hajsza | Zero Dark Thirty                          |                                   |                    |
| Michael Haneke        | Szerelem                              | Amour                                     |                                   |                    |
| Ang Lee               | Pi élete                              | Life of Pi                                |                                   |                    |
| Quentin Tarantino     | Django elszabadul                     | Django Unchained                          |                                   |                    |
| 2013 (67. gála)       |                                       |                                           |                                   |                    |
|                       | Alfonso Cuarón                        | Gravitáció                                | Gravity                           |                    |
| Paul Greengrass       | Phillips kapitány                     | Captain Phillips                          |                                   |                    |
| Steve McQueen         | 12 év rabszolgaság                    | 12 Years a Slave                          |                                   |                    |
| David O. Russell      | Amerikai botrány                      | American Hustle                           |                                   |                    |
| Martin Scorsese       | A Wall Street farkasa                 | The Wolf of Wall Street                   |                                   |                    |
| 2014 (68. gála)       |                                       |                                           |                                   |                    |
|                       | Richard Linklater                     | Sráckor                                   | Boyhood                           |                    |
| Wes Anderson          | A Grand Budapest Hotel                | The Grand Budapest Hotel                  |                                   |                    |
| Damien Chazelle       | Whiplash                              | Whiplash                                  |                                   |                    |
| Alejandro G. Iñárritu | Birdman                               | Birdman                                   |                                   |                    |
| James Marsh           | A mindenség elmélete                  | The Theory of Everything                  |                                   |                    |
| 2015 (69. gála)       |                                       |                                           |                                   |                    |
|                       | Alejandro G. Iñárritu                 | A visszatérő                              | The Revenant                      |                    |
| Todd Haynes           | Carol                                 | Carol                                     |                                   |                    |
| Adam McKay            | A nagy dobás                          | The Big Short                             |                                   |                    |
| Ridley Scott          | Mentőexpedíció                        | The Martian                               |                                   |                    |
| Steven Spielberg      | Kémek hídja                           | Bridge of Spies                           |                                   |                    |
| 2016 (70. gála)       |                                       |                                           |                                   |                    |
|                       | Damien Chazelle                       | Kaliforniai álom                          | La La Land                        |                    |
| Tom Ford              | Éjszakai ragadozók                    | Nocturnal Animals                         |                                   |                    |
| Ken Loach             | Én, Daniel Blake                      | I, Daniel Blake                           |                                   |                    |
| Kenneth Lonergan      | A régi város                          | Manchester by the Sea                     |                                   |                    |
| Denis Villeneuve      | Érkezés                               | Arrival                                   |                                   |                    |
| 2017 (71. gála)       |                                       |                                           |                                   |                    |
|                       | Guillermo del Toro                    | A víz érintése                            | The Shape of Water                |                    |
| Luca Guadagnino       | Szólíts a neveden                     | Call Me by Your Name                      |                                   |                    |
| Martin McDonagh       | Három óriásplakát Ebbing határában    | Three Billboards Outside Ebbing, Missouri |                                   |                    |
| Christopher Nolan     | Dunkirk                               | Dunkirk                                   |                                   |                    |
| Denis Villeneuve      | Szárnyas fejvadász 2049               | Blade Runner 2049                         |                                   |                    |
| 2018 (72. gála)       |                                       |                                           |                                   |                    |
|                       | Alfonso Cuarón                        | Roma                                      | Roma                              |                    |
| Bradley Cooper        | Csillag születik                      | A Star Is Born                            |                                   |                    |
| Jórgosz Lánthimosz    | A kedvenc                             | The Favourite                             |                                   |                    |
| Spike Lee             | Csuklyások – BlacKkKlansman           | BlacKkKlansman                            |                                   |                    |
| Paweł Pawlikowski     | Hidegháború                           | Cold War                                  |                                   |                    |
| 2019 (73. gála)       |                                       |                                           |                                   |                    |
|                       | Sam Mendes                            | 1917                                      | 1917                              |                    |
| Pong Dzsunho          | Élősködők                             | Parasite                                  |                                   |                    |
| Todd Phillips         | Joker                                 | Joker                                     |                                   |                    |
| Martin Scorsese       | Az ír                                 | The Irishman                              |                                   |                    |
| Quentin Tarantino     | Volt egyszer egy Hollywood            | Once Upon a Time in Hollywood             |                                   |                    |

### 2020-as évek
| Év                              | Rendező                      | Rendező                           | Magyar cím                     | Eredeti cím |
| 2020 (74. gála)                 |                              |                                   |                                |             |
| ------------------------------- | ---------------------------- | --------------------------------- | ------------------------------ | ----------- |
| 2020 (74. gála)                 |                              | Chloé Zhao                        | A nomádok földje               | Nomadland   |
| 2020 (74. gála)                 | Lee Isaac Chung              | Minari – A családom története     | Minari                         |             |
| 2020 (74. gála)                 | Sarah Gavron                 |                                   | Rocks                          |             |
| 2020 (74. gála)                 | Shannon Murphy               | Amíg tart a nyár                  | Babyteeth                      |             |
| 2020 (74. gála)                 | Thomas Vinterberg            | Még egy kört mindenkinek          | Another Round                  |             |
| 2020 (74. gála)                 | Jasmila Žbanić               |                                   | Quo Vadis, Aida?               |             |
| 2021 (75. gála)                 |                              |                                   |                                |             |
|                                 | Jane Campion                 | A kutya karmai közt               | The Power of the Dog           |             |
| Paul Thomas Anderson            | Licorice Pizza               | Licorice Pizza                    |                                |             |
| Audrey Diwan                    | Esemény                      | Happening                         |                                |             |
| Julia Ducournau                 | Titán                        | Titane                            |                                |             |
| Hamagucsi Rjúszuke              | Vezess helyettem             | Drive My Car                      |                                |             |
| Aleem Khan                      | Szerelem után                | After Love                        |                                |             |
| 2022 (76. gála)                 |                              |                                   |                                |             |
|                                 | Edward Berger                | Nyugaton a helyzet változatlan    | All Quiet on the Western Front |             |
| Pak Cshanuk                     | A titokzatos nő              | Heeojil gyeolsim                  |                                |             |
| Todd Field                      | Tár                          | Tár                               |                                |             |
| Daniel Kwan és Daniel Scheinert | Minden, mindenhol, mindenkor | Everything Everywhere All at Once |                                |             |
| Martin McDonagh                 | A sziget szellemei           | The Banshees of Inisherin         |                                |             |
| Gina Prince-Bythewood           | The Woman King – A harcos    | The Woman King                    |                                |             |
| 2023 (77. gála)                 |                              |                                   |                                |             |
|                                 | Christopher Nolan            | Oppenheimer                       | Oppenheimer                    |             |
| Andrew Haigh                    | Mind idegenek vagyunk        | All of Us Strangers               |                                |             |
| Justine Triet                   | Egy zuhanás anatómiája       | Anatomie d'une chute              |                                |             |
| Alexander Payne                 | Téli szünet                  | The Holdovers                     |                                |             |
| Bradley Cooper                  | Maestro                      | Maestro                           |                                |             |
| Jonathan Glazer                 | Érdekvédelmi terület         | The Zone of Interest              |                                |             |
| 2024 (78. gála)                 |                              |                                   |                                |             |
|                                 | Brady Corbet                 | A brutalista                      | The Brutalist                  |             |
| Jacques Audiard                 | Emilia Pérez                 | Emilia Pérez                      |                                |             |
| Sean Baker                      | Anora                        | Anora                             |                                |             |
| Edward Berger                   | Konklávé                     | Conclave                          |                                |             |
| Coralie Fargeat                 | A szer                       | The Substance                     |                                |             |
| Denis Villeneuve                | Dűne: Második rész           | Dune: Part Two                    |                                |             |